# یواس‌اس پتچوگو (وای‌اف‌بی-۱۲۲۷)
یواس‌اس پتچوگو (وای‌اف‌بی-۱۲۲۷) (به انگلیسی: USS Patchogue (YFB-1227)) یک کشتی بود که طول آن ۹۹ فوت ۹ اینچ (۳۰٫۴۰ متر) بود. این کشتی در سال ۱۹۱۲ ساخته شد.